# Список призёров Олимпийских игр по прыжкам в воду
Прыжки в воду впервые были включены в олимпийскую программу на Играх 1904 года. Соревнования проводились в 2-х дисциплинах. Количество дисциплин и их лимит периодически меняются. На Олимпиаде 2016 были разыграны комплекты наград в восьми дисциплинах (трехметровый трамплин, десятиметровая вышка, синхронный прыжки с трехметрового трамплина и десятиметровой вышки).
Соревнования среди женщин впервые прошли в 1912 году на Играх в Стокгольме. Комплект наград был разыгран в прыжках с десятиметровой вышки.
Ниже приведён полный список олимпийских призёров по прыжкам в воду во всех дисциплинах.

## Действующая программа

### Мужчины

#### Трамплин, 3 метра
Двукратными олимпийским чемпионами в прыжках в воду с трёхметрового трамплина являются американец Грег Луганис (1984, 1988) и китайцы Сюн Ни (1996, 2000) и Се Сыи (2020 и 2024).
| Игры                              | Золото                  | Серебро                | Бронза                   |
| 1908 Лондон                       | Альберт Цюрнер Германия | Курт Беренс Германия   | Готтлоб Вальц Германия   |
| 1908 Лондон                       | Альберт Цюрнер Германия | Курт Беренс Германия   | Джордж Гайдзик США       |
| 1912 Стокгольм                    | Пауль Гюнтер Германия   | Ханс Лубер Германия    | Курт Беренс Германия     |
| 1920 Антверпен                    | Луис Коэн США           | Кларенс Пинкстон США   | Луис Болбэч США          |
| 1932 Лос-Анджелес                 | Майкл Галитцен США      | Гарольд Смит США       | Ричард Дегенер США       |
| 1936 Берлин                       | Ричард Дегенер США      | Маршалл Уэйн США       | Алан Грин США            |
| 1948 Лондон                       | Брюс Харлан США         | Миллер Андерсон США    | Сэмми Ли США             |
| 1952 Хельсинки                    | Дэвид Браунинг США      | Миллер Андерсон США    | Роберт Клотворти США     |
| 1956 Мельбурн                     | Роберт Клотворти США    | Дональд Харпер США     | Хоакин Капилья Мексика   |
| 1960 Рим                          | Гэби Тобиан США         | Сэмюэл Холл США        | Хуан Ботелья Мексика     |
| 1964 Токио                        | Кеннет Ситцбергер США   | Фрэнсис Горман США     | Лоуренс Эндрисен США     |
| 1968 Мехико см. подробнее         | Бернард Райтсон (USA)   | Клаус Дибиаси (ITA)    | Джеймс Хенри (USA)       |
| 1972 Мюнхен см. подробнее         | Владимир Васин (URS)    | Джорджо Каньотто (ITA) | Крэйг Линкольн (USA)     |
| 1976 Монреаль см. подробнее       | Филипп Боггс (USA)      | Джорджо Каньотто (ITA) | Александр Косенков (URS) |
| 1980 Москва см. подробнее         | Александр Портнов (URS) | Карлос Хирон (MEX)     | Джорджо Каньотто (ITA)   |
| 1984 Лос-Анджелес см. подробнее   | Грег Луганис (USA)      | Тань Ляндэ (CHN)       | Рональд Мерриотт (USA)   |
| 1988 Сеул см. подробнее           | Грег Луганис (USA)      | Тань Ляндэ (CHN)       | Ли Дэлян (CHN)           |
| 1992 Барселона см. подробнее      | Марк Лензи (USA)        | Тань Ляндэ (CHN)       | Дмитрий Саутин (EUN)     |
| 1996 Атланта см. подробнее        | Сюн Ни (CHN)            | Юй Чжочэн (CHN)        | Марк Лензи (USA)         |
| 2000 Сидней см. подробнее         | Сюн Ни (CHN)            | Фернандо Платас (MEX)  | Дмитрий Саутин (RUS)     |
| 2004 Афины см. подробнее          | Пэн Бо (CHN)            | Александр Депати (CAN) | Дмитрий Саутин (RUS)     |
| 2008 Пекин см. подробнее          | Хэ Чун (CHN)            | Александр Депати (CAN) | Цинь Кай (CHN)           |
| 2012 Лондон см. подробнее         | Илья Захаров (RUS)      | Цинь Кай (CHN)         | Хэ Чун (CHN)             |
| 2016 Рио-де-Жанейро см. подробнее | Цао Юань (CHN)          | Джек Ло (GBR)          | Патрик Хаусдинг (GER)    |
| 2020 Токио см. подробнее          | Се Сыи (CHN)            | Ван Цзунъюань (CHN)    | Джек Ло (GBR)            |
| 2024 Париж см. подробнее          | Се Сыи (CHN)            | Ван Цзунъюань (CHN)    | Осмар Ольвера (MEX)      |

#### Вышка, 10 метров
Трёхкратным олимпийским чемпионом в прыжках с вышки является итальянец Клаус Дибиаси (1968, 1972, 1976). Двукратными олимпийскими чемпионами являются американцы Сэмми Ли (1948, 1952) и Грег Луганис (1984, 1988), а также китаец Цао Юань (2020, 2024).
| Игры                              | Золото                 | Серебро                | Бронза                      |
| 1904 Сент-Луис см. подробнее      | Джордж Шелдон (USA)    | Георг Гоффман (GER)    | Альфред Брауншвайгер (GER)  |
| 1904 Сент-Луис см. подробнее      | Джордж Шелдон (USA)    | Георг Гоффман (GER)    | Фрэнк Кехоу (USA)           |
| 1908 Лондон см. подробнее         | Ялмар Юханссон (SWE)   | Карл Мальмстрём (SWE)  | Арвид Спонгберг (SWE)       |
| 1920 Антверпен см. подробнее      | Кларенс Пинкстон (USA) | Эрик Адлерз (SWE)      | Хэйг Прист (USA)            |
| 1924 Париж                        | Альберт Уайт США       | Дэвид Фолл США         | Кларенс Пинкстон США        |
| 1928 Амстердам                    | Пит Дежарден США       | Фарид Симаика Египет   | Майкл Галитцен США          |
| 1932 Лос-Анджелес                 | Гарольд Смит США       | Майкл Галитцен США     | Франк Куртц США             |
| 1936 Берлин                       | Маршалл Уэйн США       | Элберт Рут США         | Херман Шторк Германия       |
| 1948 Лондон                       | Сэмми Ли США           | Брюс Харлан США        | Хоакин Капилья Мексика      |
| 1952 Хельсинки                    | Сэмми Ли США           | Хоакин Капилья Мексика | Гюнтер Хазе Германия        |
| 1956 Мельбурн                     | Хоакин Капилья Мексика | Гэби Тобиан США        | Ричард Коннор США           |
| 1960 Рим                          | Боб Уэбстер США        | Гэри Тобиан США        | Брайан Фелпс Великобритания |
| 1964 Токио                        | Боб Уэбстер США        | Клаус Дибиаси Италия   | Томас Гомпор США            |
| 1968 Мехико см. подробнее         | Клаус Дибиаси (ITA)    | Альваро Гаксиола (MEX) | Эдвин Янг (USA)             |
| 1972 Мюнхен см. подробнее         | Клаус Дибиаси (ITA)    | Ричард Райдз (USA)     | Джорджо Каньотто (ITA)      |
| 1976 Монреаль см. подробнее       | Клаус Дибиаси (ITA)    | Грег Луганис (USA)     | Владимир Алейник (URS)      |
| 1980 Москва см. подробнее         | Фальк Хоффман (GDR)    | Владимир Алейник (URS) | Давид Амбарцумян (URS)      |
| 1984 Лос-Анджелес см. подробнее   | Грег Луганис (USA)     | Брюс Кимбалл (USA)     | Ли Кунчжэн (CHN)            |
| 1988 Сеул см. подробнее           | Грег Луганис (USA)     | Сюн Ни (CHN)           | Хесус Мепа (MEX)            |
| 1992 Барселона см. подробнее      | Сунь Шувэй (CHN)       | Скотт Дони (USA)       | Сюн Ни (CHN)                |
| 1996 Атланта см. подробнее        | Дмитрий Саутин (RUS)   | Ян Хемпель (GER)       | Сяо Хайлян (CHN)            |
| 2000 Сидней см. подробнее         | Тянь Лян (CHN)         | Ху Цзя (CHN)           | Дмитрий Саутин (RUS)        |
| 2004 Афины см. подробнее          | Ху Цзя (CHN)           | Мэтью Хелм (AUS)       | Тянь Лян (CHN)              |
| 2008 Пекин см. подробнее          | Мэттью Митчем (AUS)    | Чжоу Люйсинь (CHN)     | Глеб Гальперин (RUS)        |
| 2012 Лондон см. подробнее         | Дэвид Будайя (USA)     | Цю Бо (CHN)            | Том Дейли (GBR)             |
| 2016 Рио-де-Жанейро см. подробнее | Чэнь Айсэнь (CHN)      | Херман Санчес (MEX)    | Дэвид Будайя (USA)          |
| 2020 Токио см. подробнее          | Цао Юань (CHN)         | Ян Цзянь (CHN)         | Том Дейли (GBR)             |
| 2024 Париж см. подробнее          | Цао Юань (CHN)         | Рикуто Тамаи (JPN)     | Ноа Уильямс (GBR)           |

#### Синхронные прыжки с трамплина, 3 метра

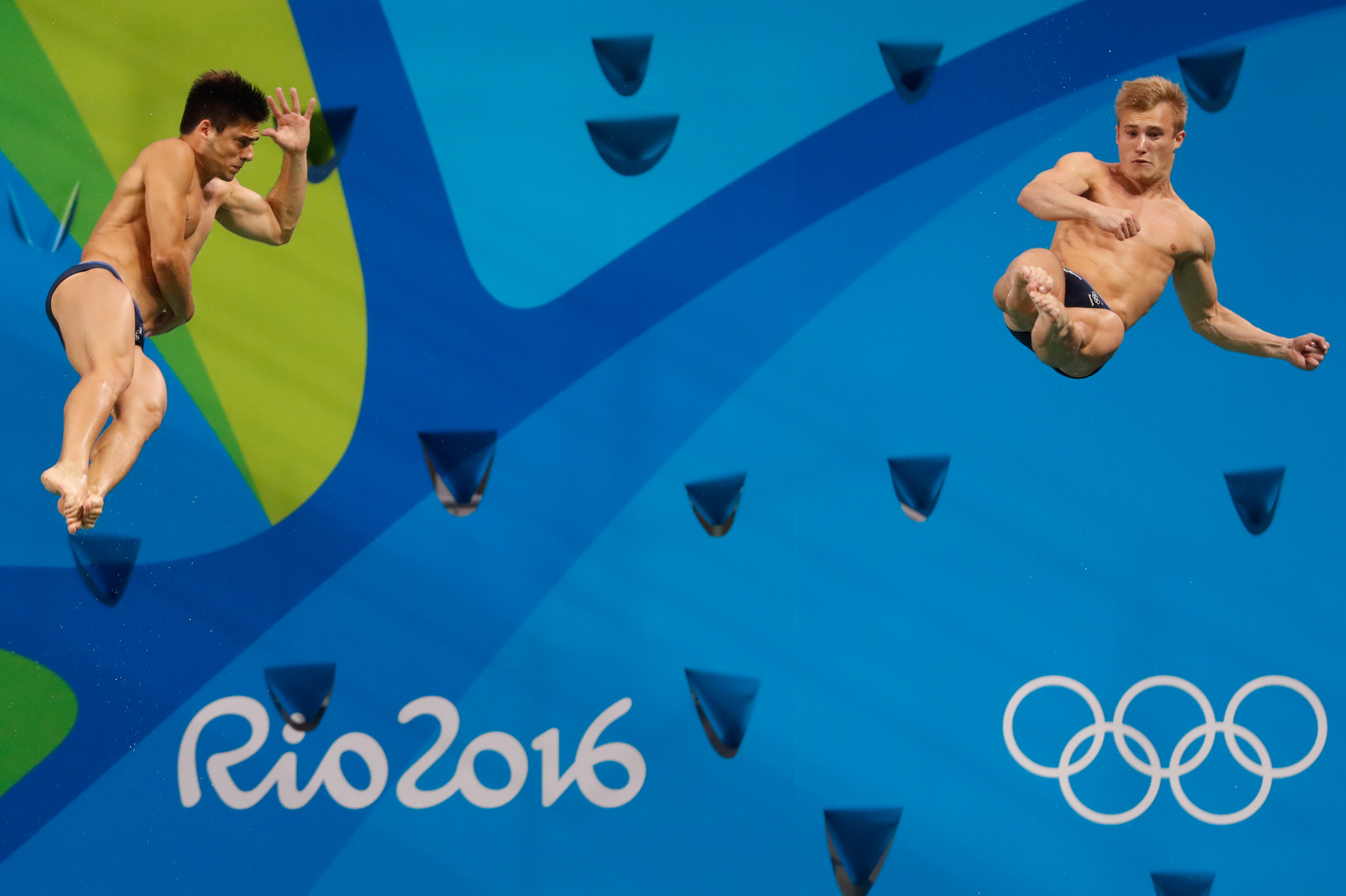
Джек Ло и Крис Мирс выполняют прыжок на Олимпийских играх 2016 года

Двукратными олимпийскими чемпионами в этой дисциплине являются китайцы Цинь Кай (2008, 2012) и Ван Цзунъюань (2020 и 2024).
| Игры                              | Золото                                    | Серебро                                       | Бронза                                      |
| 2000 Сидней см. подробнее         | Китай · Сюн Ни · Сяо Хайлян               | Россия · Дмитрий Саутин · Александр Доброскок | Австралия · Роберт Ньюбери · Дин Пуллар     |
| 2004 Афины см. подробнее          | Греция · Томас Бимис · Николаос Сиранидис | Германия · Томас Шелленберг · Андреас Вельс   | Австралия · Роберт Ньюбери · Стивен Барнетт |
| 2008 Пекин см. подробнее          | Китай · Цинь Кай · Ван Фэн                | Россия · Дмитрий Саутин · Юрий Кунаков        | Украина · Илья Кваша · Алексей Пригоров     |
| 2012 Лондон см. подробнее         | Китай · Цинь Кай · Ло Юйтун               | Россия · Илья Захаров · Евгений Кузнецов      | США · Трой Дюмей · Кристиан Ипсен           |
| 2016 Рио-де-Жанейро см. подробнее | Великобритания · Джек Ло · Крис Мирс      | США · Сэм Дорман · Майкл Хиксон               | Китай · Цинь Кай · Цао Юань                 |
| 2020 Токио см. подробнее          | Китай · Се Сыи · Ван Цзунъюань            | США · Эндрю Капобьянко · Майкл Хиксон         | Германия · Патрик Хаусдинг · Ларс Рюдигер   |
| 2024 Париж см. подробнее          | Китай · Ван Цзунъюань · Лун Даои          | Мексика · Хуан Мануэль Селая · Осмар Ольвера  | Великобритания · Энтони Хардинг · Джек Ло   |

#### Синхронные прыжки с вышки, 10 метров

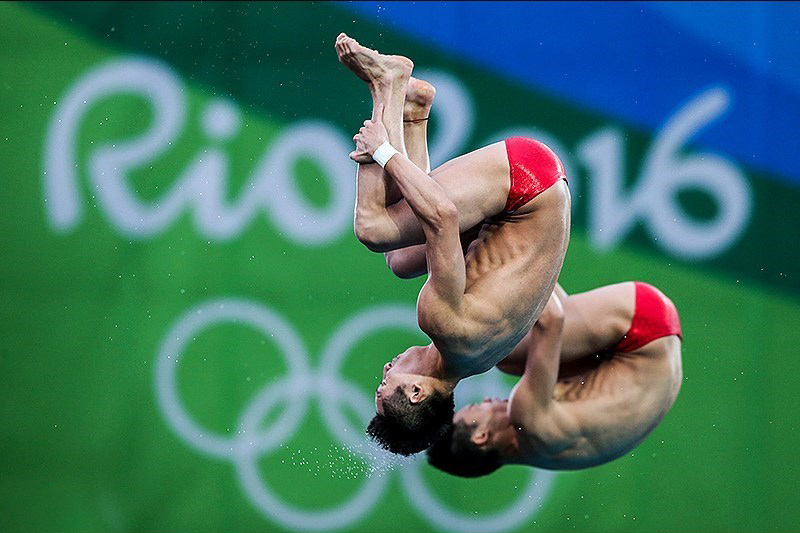
Линь Юэ и Чэнь Айсэнь выполняют прыжок на Олимпийских играх 2016 года

Двукратным олимпийским чемпионом является китаец Линь Юэ (2008, 2016)
| Игры                              | Золото                                  | Серебро                                        | Бронза                                        |
| 2000 Сидней см. подробнее         | Россия · Дмитрий Саутин · Игорь Лукашин | Китай · Тянь Лян · Ху Цзя                      | Германия · Ян Хемпель · Хайко Майер           |
| 2004 Афины см. подробнее          | Китай · Тянь Лян · Ян Цзинхуэй          | Великобритания · Леон Тейлор · Питер Уотерфилд | Австралия · Роберт Ньюбери · Мэтью Хелм       |
| 2008 Пекин см. подробнее          | Китай · Хо Лян · Линь Юэ                | Германия · Патрик Хаусдинг · Саша Кляйн        | Россия · Дмитрий Доброскок · Глеб Гальперин   |
| 2012 Лондон см. подробнее         | Китай · Цао Юань · Чжан Яньюань         | Мексика · Иван Гарсия · Херман Санчес          | США · Дэвид Будайя · Ник Маккрори             |
| 2016 Рио-де-Жанейро см. подробнее | Китай · Линь Юэ · Чэнь Айсэнь           | США · Дэвид Будайя · Стил Джонсон              | Великобритания · Дэниел Гудфеллоу · Том Дейли |
| 2020 Токио см. подробнее          | Великобритания · Том Дейли · Мэттью Ли  | Китай · Цао Юань · Чэнь Айсэнь                 | ОКР · Александр Бондарь · Виктор Минибаев     |
| 2024 Париж см. подробнее          | Китай · Ян Хао · Лянь Цзюньцзе          | Великобритания · Том Дейли · Ноа Уильямс       | Канада · Райлан Винс · Натан Жомбор-Маррей    |
| 2028 Лос-Анджелес см. подробнее   |                                         |                                                |                                               |

### Женщины

#### Синхронные прыжки с трамплина, 3 метра
Китаянки выиграли золото 6 раз из 7. Только в 2000 году лучшими были россиянки. Четырёхкратной олимпийской чемпионкой в прыжках с трехметрового трамплина является китаянка У Минься (2004—2016).
| Игры                              | Золото                               | Серебро                                          | Бронза                                               |
| 2000 Сидней см. подробнее         | Россия · Вера Ильина · Юлия Пахалина | Китай · Фу Минся · Го Цзинцзин                   | Украина · Анна Сорокина · Елена Жупина               |
| 2004 Афины см. подробнее          | Китай · У Минься · Го Цзинцзин       | Россия · Вера Ильина · Юлия Пахалина             | Австралия · Шантель Ньюберри · Ирина Лашко           |
| 2008 Пекин см. подробнее          | Китай · У Минься · Го Цзинцзин       | Россия · Анастасия Позднякова · Юлия Пахалина    | Германия · Дитте Котциан · Хайке Фошер               |
| 2012 Лондон см. подробнее         | Китай · У Минься · Хэ Цзы            | США · Келси Брайант · Эбигейл Джонсон            | Канада · Дженнифер Абель · Эмили Хейманс             |
| 2016 Рио-де-Жанейро см. подробнее | Китай · У Минься · Ши Тинмао         | Италия · Таня Каньотто · Франческа Даллапе       | Австралия · Мэддисон Кини · Анабель Смит             |
| 2020 Токио см. подробнее          | Китай · Ши Тинмао · Ван Хань         | Канада · Дженнифер Абель · Мелисса Ситрини-Больё | Германия · Лена Хентшель · Тина Пунцель              |
| 2024 Париж см. подробнее          | Китай · Чэнь Ивэнь · Чан Яни         | США · Сара Бэкон · Кэссиди Кук                   | Великобритания · Ясмин Харпер · Скарлетт Мью Дженсен |

#### Синхронные прыжки с вышки, 10 метров
Китаянки выиграли все 7 раз. Трёхкратной олимпийской чемпионкой в прыжках с вышки является Чэнь Жолинь (2008, 2012, 2016).
| Игры                              | Золото                            | Серебро                                     | Бронза                                                    |
| 2000 Сидней см. подробнее         | Китай · Ли На · Сан Сюэ           | Канада · Эмили Хейманс · Анн Монтими        | Австралия · Ребекка Гилмор · Луди Турки                   |
| 2004 Афины см. подробнее          | Китай · Лао Лиши · Ли Тин         | Россия · Наталья Гончарова · Юлия Колтунова | Канада · Эмили Хейманс · Брит Хартли                      |
| 2008 Пекин см. подробнее          | Китай · Чэнь Жолинь · Ван Синь    | Австралия · Брайони Коул · Мелисса Ву       | Мексика · Паола Эспиноса · Татьяна Ортис                  |
| 2012 Лондон см. подробнее         | Китай · Чэнь Жолинь · Ван Хао     | Мексика · Паола Эспиноса · Алехандра Ороско | Канада · Меган Банфето · Розелин Фильон                   |
| 2016 Рио-де-Жанейро см. подробнее | Китай · Чэнь Жолинь · Лю Хуэйся   | Малайзия · Панделела Ринонг · Чон Юн Хон    | Канада · Меган Банфето · Розелин Фильон                   |
| 2020 Токио см. подробнее          | Китай · Чэнь Юйси · Чжан Цзяци    | США · Дилейни Шнелл · Джессика Парратто     | Мексика · Габриэла Агундес · Алехандра Ороско             |
| 2024 Париж см. подробнее          | Китай · Чэнь Юйси · Цюань Хунчань | КНДР · Ким Ми Рэ · Чо Джин Ми               | Великобритания · Андреа Спендолини-Сириэкс · Луис Тоулсон |

## Исключенные дисциплины

### Прыжки на дальность (мужчины)
| Игры           | Золото          | Серебро         | Бронза         |
| 1904 Сент-Луис | Уильям Дики США | Эдгар Адамс США | Лео Гудвин США |

### Простые прыжки с вышки (мужчины)
| Игры           | Золото               | Серебро               | Бронза                       |
| 1912 Стокгольм | Эрик Адлерз Швеция   | Ялмар Юханссон Швеция | Юхан Янссон Швеция           |
| 1920 Антверпен | Арвид Вальман Швеция | Нильс Скоглунд Швеция | Юхан Янссон Швеция           |
| 1924 Париж     | Ричмонд Ив Австралия | Юхан Янссон Швеция    | Харольд Кларк Великобритания |